# Moisés Jinich
Moisés Jinich, né le 15 décembre 1927 et mort le 2 mars 2015, est un joueur international de football mexicain, qui évoluait en tant qu'attaquant.

## Biographie

### Club
Il a principalement joué pour l'équipe mexicaine du CF Atlante.

### Sélection
Il a reçu une sélection en équipe du Mexique, et a disputé la Coupe du monde 1954 qui se déroulait Suisse, en étant sélectionné par l'Espagnol Antonio López Herranz.